# 西南鹿药
西南鹿药（学名：Maianthemum fuscum）为天门冬科舞鹤草属的植物。分布在印度、锡金、缅甸以及中国大陆的云南等地，生长于海拔2,000米至2,600米的地区，见于林下，目前尚未由人工引种栽培。